# Kevin Ramírez (urugwajski piłkarz)
Kevin Federik Ramírez Dutra (ur. 1 kwietnia 1994 w Riverze) – urugwajski piłkarz występujący na pozycji skrzydłowego lub napastnika, od 2023 roku zawodnik Defensora Sporting.